# Banni
Banni är en ort i Gambia. Den ligger i distriktet Sami, i den östra delen av landet, 200 km öster om huvudstaden Banjul. Antalet invånare var 549 vid folkräkningen 2013.